# Kostas Tsanas
Kostas Tsanas (en griego: Κώστας Τσάνας) (Kiriaki, Grecia, 22 de agosto de 1967) es un exfutbolista y actual entrenador de fútbol griego.

## Trayectoria

### Como futbolista
Inició su carrera profesional en 1985 con el Levadiakos FC, donde permaneció durante diez años. En el año 1995 pasó a ser jugador del Kalamata FC, con el cual disputaría una temporada. De 1996 a 1998 estuvo jugando para el Athinaikos FC 1917. Finalmente, concluyó su carrera con el Ethnikos Piraeus, donde anunció su retiro de las canchas en el año 2000.

### Como entrenador
En el año 2001 inició un nuevo rumbo en su vida profesional dirigiendo en las academias inferiores del Athinaikos FC 1917. De igual manera, en 2005 se convirtió en el director técnico principal de ese mismo equipo, pero solamente permaneció en el cargo por un año. En 2007 asumió como entrenador del A.O. Ilisiakos, en donde estuvo por un periodo reducido de tiempo. Durante 2008 y 2009 trabajó como coordinador deportivo para el AEK Atenas Fútbol Club.
En el año 2009 se asoció a la Federación Helénica de Fútbol para ser asistente técnico de la Selección de fútbol sub-19 de Grecia durante 2009 y 2010, y de la sub-21 durante 2010 y 2011. Desde 2011 hasta la actualidad, ha ido alternando como entrenador de las selecciones griegas sub-19, sub-20 y sub-21. El 16 de noviembre fue nombrado por la Federación Helénica de Fútbol como seleccionador interino de Grecia, en sustitución del italiano Claudio Ranieri, quien fue despedido de su cargo por malos resultados.

## Clubes

### Como futbolista
| Club               | País   | Año       |
| ------------------ | ------ | --------- |
| Levadiakos FC      | Grecia | 1985-1995 |
| Kalamata FC        | Grecia | 1995-1996 |
| Athinaikos FC 1917 | Grecia | 1996-1998 |
| Ethnikos Piraeus   | Grecia | 1998-2000 |

### Como entrenador
| Club                | País   | Año       |
| ------------------- | ------ | --------- |
| Athinaikos FC 1917  | Grecia | 2005-2006 |
| A.O. Ilisiakos      | Grecia | 2007      |
| Selección Sub-19    | Grecia | 2011-2012 |
| Selección Sub-21    | Grecia | 2012-     |
| Selección Sub-20    | Grecia | 2013      |
| Selección Sub-19    | Grecia | 2014      |
| Selección de Grecia | Grecia | 2014-2015 |

## Palmarés

### Como futbolista

#### Distinciones individuales
| Distinción                                       | Año  |
| ------------------------------------------------ | ---- |
| Máximo anotador de la Segunda División de Grecia | 1993 |